# Coria del Río
Coria del Río és una localitat de la província de Sevilla, Andalusia, Espanya. L'any 2006 tenia 26.499 habitants. La seva extensió superficial és de 64 km² i té una densitat de 414,1 hab/km². Les seves coordenades geogràfiques són 37° 17′ N, 6° 03′ O. Està situada a una altitud de 5 metres i a 11 kilòmetres de la capital de la província, Sevilla.

## Història

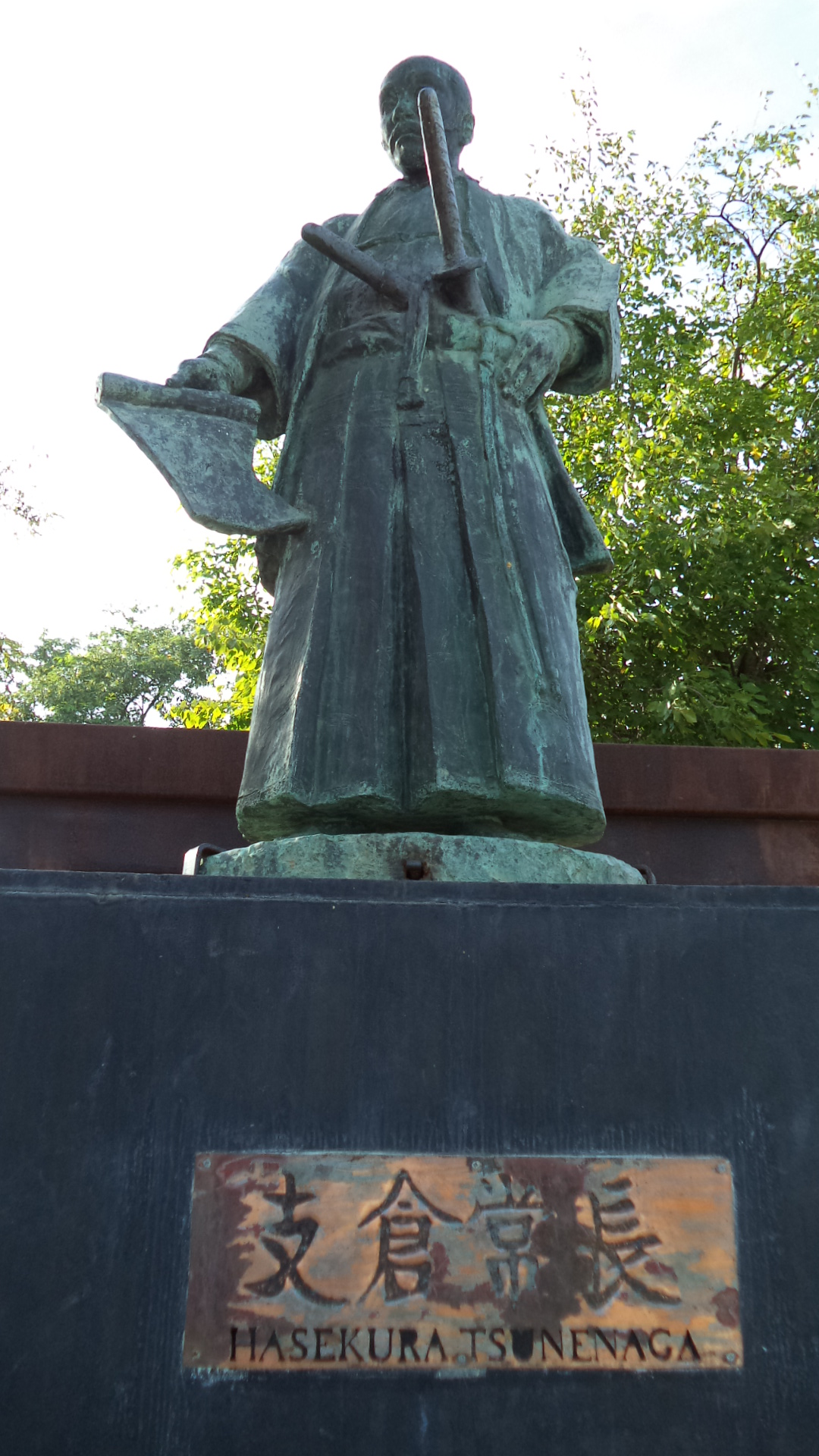
Monument a Hasekura Tsunenaga

A principis del segle xvii, daimyō Date Masamune de Sendai va enviar a Europa una delegació dirigida per Hasekura Tsunenaga. Després es va establir una ambaixada i sis samurais es van quedar. Aproximadament 650 dels 24.000 residents de Coria, segons es va informar el 2003, utilitzen el cognom Japón (originalment Hasekura de Japón), identificant-los com els descendents del primer enviat oficial japonès a Espanya. El nom va aparèixer per primer cop en un document oficial el 1646. Es coneix que alguns nadons nascuts a la ciutat mostraven el lloc mongol que és comú en els asiàtics.
El 1992 va donar al Japó una estàtua de Hasekura Tsunenaga i va estar vigilant el riu.

## Demografia
| 1996   | 1998   | 1999   | 2000   | 2001   | 2002   | 2003   | 2004   | 2005   | 2006   |
| ------ | ------ | ------ | ------ | ------ | ------ | ------ | ------ | ------ | ------ |
| 23.362 | 23.517 | 23.751 | 23.935 | 24.113 | 24.288 | 24.735 | 25.029 | 25.735 | 26.499 |